# Eléktron
O Eléktron (Atom no original) é um super-herói da editora DC Comics, criado na Era de Prata como uma reinvenção do antigo herói da Sociedade da Justiça, o Átomo.

## Átomo original
Criado por Ben Flinton e Bill O'Connor, o Átomo original, Al Pratt, apareceu pela primeira vez em All-American Comics #19 (outubro de 1940), da All-American Publications. Ele não tinha o poder de encolher como seu sucessor; antes, ele era um estudante de física de 1,60m, que era apelidado por seus colegas de faculdade de Átomo devido a seu tamanho, depois, ele ganhou superforça, invulnerabilidade e um "Soco Atômico" ao ser exposto à radiação por um de seus inimigos, o Cyclotron.

## Átomo da Era de Prata
O Eléktron foi o físico e professor universitário Ray Palmer, com aparecimento em 1961 na revista Showcase #34 e que teve Gil Kane como seu  principal desenhista. Ele confeccionou um cinto a partir do material duma estrela anã branca, que permitia a ele encolher e ter controle sobre seu peso. Ele desapareceu na serie Crise Infinita.
Assim como o Átomo original, depois dos anos 60 ele não apareceu muito em histórias próprias, atuando mais como participante da Liga da Justiça da América.

## Outros Átomos
Há ainda um terceiro herói, Adam Cray, um coadjuvante das histórias do Esquadrão Suicida, mas que foi assassinado; e um quarto, Ryan Choi, que surgiu em Agosto de 2006 em uma nova série que relança o personagem.

## Poderes
Ray Palmer pode encolher a tamanhos microscópicos e até subatômicos, mantendo a mesma força que tem em tamanho normal. Ele também pode aumentar sua densidade, ficando extremamente pesado. Esta habilidade combinada com o encolhimento é muito útil para desequilibrar ou tombar oponentes.

## Outras mídias
O cientista é citado em Liga da Justiça no episódio "No Além", onde após a suposta morte de Superman, Vandal Savage derrota a Liga e aperfeiçoara uma das invenções de Ray Palmer, que acabaria por matar toda a humanidade, o deixando Vandal como último sobrevivente. Ao ser enviado ao passado, Superman vai atrás de Elektron para impedir que seu projeto caia nas mãos de Savage.
Em Liga da Justiça Sem Limites, além de fazer aparições menores, Elektron é a chave para resolução de vários acontecimentos, sendo um membro diferenciado dentro da equipe. Ele aparece e auxilia a Liga da Justiça em situações que envolvam nanotecnologia (sua especialidade), como o a derrota da arma de guerra planetária Coração Negro, a tentativa dele e de Lex Luthor de derrotar Amazo e ainda analisar um reator de fusão destruído por Superman para confirmar ao público se era ou não uma arma.
Na série Arrow o personagem Ray Palmer aparece como atual CEO da Queen Consolidated, interpretado por Brandon Routh (que já havia interpretado o Superman no cinema), ainda não tendo suas habilidades.
Ele também está em Legents of Tomorrow já com suas habilidades. Na série seu traje parece uma armadura